# أجاتا كورنهاوزر دودا
أجاتا كورنهاوزر دودا (من مواليد 2 أبريل 1972) هي معلمة بولندية سابقة والسيدة الأولى الحالية لبولندا، بصفتها زوجة الرئيس الحالي لبولندا، أندريه دودا.

## خلفيتها وعائلتها
وُلدت كورنهاوزر في كراكوف، وهي أبنة جوليان كورنهاوزر، كاتب بولندي من أصل يهودي، ومترجم وناقد أدبي وأليجا ووينا، بولونية. لديها أخ واحد، يعقوب، شاعر ومترجم.
وهي متزوجة من أندريه دودا منذ 21 ديسمبر 1994. ولهما معًا ابنة واحدة، كينغا، ولدت عام 1995، طالبة حقوق.

## مهنتها
هي معلمة لغة ألمانية في مدرسة جان الثالث سوبيسكي الثانوية، كراكوف، حيث عملت منذ عام 1998. وقد وُصفت بأنها معلمة متطلبة ولكنها عادلة ومتفانية، وخلال الحملة الرئاسية لم تحصل إلا على يوم عطلة واحد، متعهدة بالبقاء مع طلابها حتى نهاية العام الدراسي. وقد التحقت هي نفسها بمدرسة بارتوميج نوفودورسكي الثانوية.كتبت أطروحتها حول رباعية هورست بينيك في جامعة جاجيلونيان، حيث التقت هي وزوجها.

## سيدة بولندا الأولى
أصبحت السيدة الأولى لبولندا في 6 أغسطس 2015، عندما أصبح زوجها رئيسًا. في 24 مايو 2015، فاز في الجولة الثانية من الانتخابات الرئاسية، محققًا 51.55٪ من الأصوات مقابل 48.45٪ فاز بها منافسه الحالي برونيسواف كوموروفسكي. خلال الحملة، دعمت زوجها بالظهور في البث الحزبي. من حيث معتقداتها السياسية الخاصة، وصفها شقيقها بأنها أكثر ليبرالية من أندريه دودا.

## تكريمها
- مرتبة الشرف الأجنبية
- بلجيكا: جراند كوردون من وسام ليوبولد (13 أكتوبر 2015)
- النرويج: سيدة الصليب الأكبر من الأمر الملكي النرويجي الاستحقاق (23 مايو 2016)
- فنلندا: الصليب الأكبر من وسام الوردة البيضاء لفنلندا (24 أكتوبر 2017)